# R-ознаке
R-ознаке (фразе, изрази) (енгл. Risk Phrases)) су дефинисани трећим анексом упутства Европске уније 67/548/EEC: Природа посебних ризика карактеристичних за опасне супстанце и препарате. Листа је обједињена и публикована у упутству 2001/59/EC, где могу да се нађу и преводи на друге језике који се користе у Европској унији. Ове ознаке су међународно усвојене, не само у Европи и постоје напори да се листа усклади у целом свету. 

## Листа-ознака
- R1: Експлозивно када је на сувом
- R2: Ризик од експлозије при удару, трењу, пламену или извору ватре
- R3: Велики ризик од експлозије при удару, трењу, пламену или извору ватре
- R4: Гради експлозивна метална једињења
- R5: Температура може изазвати ватру
- R6: Експлозивно у контакту са ваздухом или без љега
- R7: Може проузроковати пожар
- R8: Контакт са запаљивим материјалима може изазвати пожар
- R9: Експлозивно када се меша са запаљивим материјалима
- R10: Запаљиво
- R11: Веома запаљиво
- R12: Крајње запаљиво
- R14: Бурно реагује са водом
- R15: У контакту са водом ослобађа веома запаљиве гасове
- R16: Експлозивно када се меша са оксидационим средствима
- R17: Спонтано сагорева на ваздуху
- R18: Када се употребљава, може наградити запаљиву/експлозивну смешу ваздуха и гаса
- R19: Може наградити експлозивне пероксиде
- R20: Штетно за удисање
- R21: Штетно у контакту са кожом
- R22: Штетно ако се прогута
- R23: Отровно за удисање
- R24: Отровно у контакту са кожом
- R25: Отровно ако се прогута
- R26: Веома токсично када се удише
- R27: Веома токсично у контакту са кожом
- R28: Веома токсично ако се прогута
- R29: У контакту са водом ослобађа отровни гас
- R30: Може постати веома запаљиво приликом коришћења
- R31: У контакту са киселинама ослобађа отровни гас
- R32: У контакту са киселинама ослобађа веома отровни гас
- R33: Опасност од кумулативног ефекта
- R34: Узрокује опекотине
- R35: Узрокује опекотине већег степена
- R36: Иритантно за очи
- R37: Иритантно за респираторни систем
- R38: Иритантно за кожу
- R39: Опасни или веома озбиљни неповратни ефекти
- R40: Постоје неки докази о канцерогеном дејству
- R41: Ризик од озбиљног оштећења очију
- R42: Може изазвати сензитацију ако се удише
- R43: Може изазвати сензитацију у контакту са кожом
- R44: Ризик од експлозије на топлоти у затвореном
- R45: Може узроковати канцер
- R46: Може узроковати генске мутације
- R48: Опасност од озбиљног угрожавања здравља приликом дуже изложености
- R49: Може узроковати канцер ако се удише
- R50: Веома токсично за водене организме
- R51: Токсично за водене организме
- R52: Штетно за водене организме
- R53: Може узроковати дугорочне штетне последице у воденим екосистемима
- R54: Токсично за биљке
- R55: Токсично за животиње
- R56: Токсично за терестричне организме
- R57: Токсично за пчеле
- R58: Може узроковати дугорочне штетне последице у животној средини
- R59: Уништава озонски омотач
- R60: Може смањити фертилитет
- R61: Може имати тератогено дејство
- R62: Могућ ризик од смањеног фертилитета
- R63: Могуће тератогено дејство
- R64: Штетно за бебе које доје
- R65: Штетно: може узроковати оштећења на плућима ако се прогута
- R66: Учестала изложеност може проузроковати сувоћу и пуцање коже
- R67: Испарења могу изазвати поспаност и вртоглавицу
- R68: Могућ ризик од неповратних ефеката

(Напомена: ознаке које недостају упућују на то да су или поништене или замењене другим ознакама.)

## Комбинације
- R14/15: Бурно реагује са водом, ослобађајући крајње запаљиве гасове
- R15/29: У контакту са водом ослобађа токсичне, крајње запаљиве гасове
- R20/21: Штетно за удисање и у контакту са кожом
- R20/22: Штетно за удисање и ако се прогута
- R20/21/22: Штетно за удисање, у контакту са кожом и ако се прогута
- R21/22: Штетно у контакту са кожом и ако се прогута
- R23/24: Отровно за удисање и у контакту са кожом
- R23/25: Отровно за удисање и ако се прогута
- R23/24/25: Отровно за удисање, у контакту са кожом и ако се прогута
- R24/25: Отровно у контакту са кожом и ако се прогута
- R26/27: Веома отровно за удисање и у контакту са кожом
- R26/28: Веома отровно за удисање и ако се прогута
- R26/27/28: Веома отровно за удисање, у контакту са кожом и ако се прогута
- R27/28: Веома отровно у контакту са кожом и ако се прогута
- R36/37: Иритантно за очи и респираторни систем
- R36/38: Иритантно за очи и кожу
- R36/37/38: Иритантно за очи, респираторни систем и кожу
- R37/38: Иритантно за респитарорни систем и кожу
- R39/23: Токсично: опасни или врло озбиљни неповратни ефекти ако се удише
- R39/24: Токсично: опасни или врло озбиљни неповратни ефекти у додиру са кожом
- R39/25: Токсично: опасни или врло озбиљни неповратни ефекти ако се прогута
- R39/23/24: Токсично: опасни или врло озбиљни неповратни ефекти ако се удише или у додиру са кожом
- R39/23/25: Токсично: опасни или врло озбиљни неповратни ефекти ако се удише или прогута
- R39/24/25: Токсично: опасни или врло озбиљни неповратни ефекти у додиру са кожом или ако се прогута
- R39/23/24/25: Токсично: опасни или врло озбиљни неповратни ефекти ако се удише, у додиру са кожом или ако се прогута
- R39/26: Веома токсично: опасни или врло озбиљни неповратни ефекти ако се удише
- R39/27: Веома токсично: опасни или врло озбиљни неповратни ефекти у додиру са кожом
- R39/28: Веома токсично: опасни или врло озбиљни неповратни ефекти ако се прогута
- R39/26/27: Веома токсично: опасни или врло озбиљни неповратни ефекти ако се удише или у додиру са кожом
- R39/26/28: Веома токсично: опасни или врло озбиљни неповратни ефекти ако се удише или прогута
- R39/27/28: Веома токсично: опасни или врло озбиљни неповратни ефекти у додиру са кожом или ако се прогута
- R39/26/27/28: Веома токсично: опасни или врло озбиљни неповратни ефекти ако се удише, у додиру са кожом или ако се прогута
- R42/43: Може узроковати сензитацију удисањем или у контакту са кожом
- R48/20: Штетно: опасно или озбиљно угрожавање здравља приликом дужег удисања
- R48/21: Штетно: опасно или озбиљно угрожавање здравља приликом дужег додира са кожом
- R48/22: Штетно: опасно или озбиљно угрожавање здравља приликом дужег гутања
- R48/20/21: Штетно: опасно или озбиљно угрожавање здравља приликом дужег удисања и контакта са кожом
- R48/20/22: Штетно: опасно или озбиљно угрожавање здравља приликом дужег удисања и гутања
- R48/21/22: Штетно: опасно или озбиљно угрожавање здравља приликом дужег додира са кожом и гутања
- R48/20/21/22: Штетно: опасно или озбиљно угрожавање здравља приликом дужег удисања, контакта са кожом и гутања
- R48/23: Токсично: опасно или озбиљно угрожавање здравља приликом дужег удисања
- R48/24: Токсично: опасно или озбиљно угрожавање здравља приликом дужег додира са кожом
- R48/25: Токсично: опасно или озбиљно угрожавање здравља приликом дужег гутања
- R48/23/24: Токсично: опасно или озбиљно угрожавање здравља приликом дужег удисања и контакта са кожом
- R48/23/25: Токсично: опасно или озбиљно угрожавање здравља приликом дужег удисања и гутања
- R48/24/25: Токсично: опасно или озбиљно угрожавање здравља приликом дужег додира са кожом и гутања
- R48/23/24/25: Токсично: опасно или озбиљно угрожавање здравља приликом дужег удисања, контакта са кожом и гутања
- R50/53: Веома токсично за водене организме, може проузроковати дугорочне лоше ефекте на водене екосистеме
- R51/53: Токсично за водене организме, може проузроковати дугорочне лоше ефекте на водене екосистеме
- R52/53: Штетно за водене организме, може проузроковати дугорочне лоше ефекте на водене екосистеме
- R68/20: Штетно: могућ ризик од неповратних ефеката ако се удише
- R68/21: Штетно: могућ ризик од неповратних ефеката у контакту са кожом
- R68/22: Штетно: могућ ризик од неповратних ефеката ако се гута
- R68/20/21: Штетно: могућ ризик од неповратних ефеката ако се удише и у контакту са кожом
- R68/20/22: Штетно: могућ ризик од неповратних ефеката ако се удише и гута
- R68/21/22: Штетно: могућ ризик од неповратних ефеката у додиру са кожом и ако се гута
- R68/20/21/22: Штетно: могућ ризик од неповратних ефеката ако се удише, у додиру са кожом и ако се гута

## Ознаке које више нису у употреби
- R13: Крајње запаљива испарења.
- R47: Може проузроковати потешкоће при порођају.